# Johann (V.) Baptist Hinterhölzl
Johann (V.) Baptist Hinterhölzl OCist, Taufname Franz; (* 17. November 1732 in Zwettl an der Rodl; † 30. Mai 1801 in Wilhering) war ein österreichischer Zisterzienser. Von 1781 bis 1801 amtierte er als Abt des Klosters Wilhering.

## Leben
Nach Ablegung der Profess am 21. Dezember 1754 und der Primizfeier am 25. Januar 1758 wurde Hinterhölzl Kaplan in Weißenbach sowie Verwalters des Weinkellers. Nach dem Tod des Amtsvorgängers Alan Aichinger wurde Johann Baptist Hinterhölzl am 22. Februar 1781 nach Wahl einstimmig zum neuen Abt des Klosters Wilhering gewählt. Bereits einen Monat nach seiner Amtseinführung sah sich Abt Hinterhölzl mit den durch Kaiser Joseph II. eingeleiteten Reformen des sogenannten Josephinismus (Reduzierung von Klöstern, Vermehrung von Pfarreien) konfrontiert. Erst untersagte man dem Stift ab dem 24. März 1781 jede weitere Verbindung zum Ordensgeneral der Zisterzienser in Cîteaux, dann wurden 1785 zwei Maurermeister aus Linz nach Wilhering beordert, deren Auftrag es war, zu prüfen, ob sich das Klostergebäude als Zuckerfabrik eignen würde. 1786 wurde der Klosteraufhebungs-Kommissär Joseph Valentin Eybel gemeinsam mit sieben Buchhaltern nach Wilhering entsendet und Abt Hinterhölzl nach erfolgter Amtshandlung zum Administrator des Klosters ernannt. Die Verfügung wurde jedoch am 6. April 1788 per Hofdkret von der Hofkanzlei wieder aufgehoben, stattdessen musste das Kloster Wilhering jährlich einen Tribut in Höhe von 3.000 Gulden an den Religionsfonds leisten.
Bereits ab 1786 wurde Abt Hinterhölzl mit der Errichtung dreier neuer Pfarreien in Traberg (Mühlviertel), Weinzierl und Obermixnitz beauftragt. Staatliche Reglementierungen hatten seit seinem Amtsantritt eine stetige Abnahme bei der Anzahl an Brüdern im Kloster bewirkt, was dazu führte, dass weder alle Pfarrstellen besetzt wurden, noch das der Klosterbetrieb ordentlich aufrechterhalten werden konnte. Abt Hinterhölzl wurde als ein Mann von bescheidener und demütiger Natur beschrieben, selbst sein Gegenspieler Valentin Eybel beschrieb Hinterhölzl als;

„einen bestverdienten, ehrlichen und nicht mit mönchhafter Affektation, sondern wahrhaft demütigen Mann, in welchem weder Betrug noch Stolz ist, und den man unter allen Geistlichen am wenigsten für einen Prälaten hielte, wenn man nicht um den Hals die Kette des versteckten Prälatenkreuzes wahrnähme.“

Ganz ähnlich äußerte sich auch Prior Pater Bruno Detterle, der sein späterer Nachfolger wurde, als er folgendes über Hinterhölzl sagte:

„Hätten wir nicht an
seiner Brust und seinem Finger die meist verborgen gehaltenen Unterscheidungszeichen seiner Würde entdeckt, würden wir geschworen haben, er wäre, wenn
nicht von den minderen, doch gewiss einer … von den Brüdern.“

Nach dem Tod von Abt Johann Baptist Hinterhölzl am 30. Mai 1801 wurde er auf dem Friedhof begraben, da zur josephinischen Zeit Gruftbestattungen nicht erlaubt waren.

## Ergänzendes
Johann Baptist (V.) Hinterhölzl war ein Neffe des gleichnamigen Amtsvorgängers Johann (IV.) Baptist Hinterhölzl, der von 1734 bis 1750 Abt im Kloster Wilhering war.